# Марсалис, Брэнфорд
Брэ́нфорд Марса́лис (англ. Branford Marsalis; род. 26 августа 1960) — американский саксофонист, композитор, бэнд-лидер. Старший из четырёх братьев Марсалисов-музыкантов, Брэнфорд сделал очень успешную музыкальную карьеру. В частности, за альбом 1992 года I Heard You Twice the First Time (1 место в чарте джазовых альбомов, публикуемом журналом «Билборд») ему была присуждена премия «Грэмми» (в категории «Лучшая инструментальная джазовая работа, сольная или групповая»).

## Детство и юность
Марсалис родился в городе Бро-Бридж (Луизиана) в семье Долорес (урожденной Фердинанд), джазовой певицы и учителя на замену, и Эллиса Марсалиса Луи-младшего — пианиста и профессора музыки. Его братья — Джейсон Марсалис, Уинтон Марсалис, Эллис Марсалис III и Делфеайо Марсалис, а также его отец Эллис — также джазовые музыканты.

## Карьера

### Начало карьеры: 1980-1985 гг.
Летом 1980 года, будучи студентом колледжа Беркли, он успевал гастролировать по Европе — там Брэнфорд играет на альт-саксофоне и баритон-саксофоне в биг-бенде, которым руководил барабанщик Арт Блэйки. Он также получал опыт и учился играть  в течение следующего года в других биг-бендах у таких знаменитых личностей, как Лайонел Хэмптон и Кларк Терри, а к концу 1981 года Марсалис, играя на альт-саксофоне, присоединился к его брату Уинтону для участия в Blakey's Jazz Messengers. Другие выступления с его братом, в том числе и японский тур в 1981 году с Херби Хэнкоком, привели к формированию его первого квинтета вместе с его братом Уинтоном, где Марсалис переместил свой акцент на сопрано- и тенор-саксофоны. Он продолжал работать с Уинтоном вплоть до 1985 года — это период, который ознаменовался выпуском его первой собственной записи — Scenes in the City, а также состоялись гостевые выступления с другими артистами — такими, как Майлз Дэвис и Диззи Гиллеспи.

## Дискография
- См. «Branford Marsalis § Discography» в английском разделе.